# Dachau
Para el Campo de concentración de Dachau, véase aquí.
Dachau (pronunciación en alemán: /ˈdaxaʊ̯/ⓘ) es una pequeña ciudad del sur de Alemania, situada en el estado federado de Baviera, a solo 13 km al noroeste de Múnich. Con casi 46.256 habitantes, es después de la ciudad de Freising, la segunda ciudad más grande en los alrededores de Múnich.
La ciudad tiene un centro histórico, con un palacio que data del siglo XVIII.
La ciudad de Dachau es la sede de la administración del distrito de Dachau. Es atravesada por el río Amper.

## Barrios

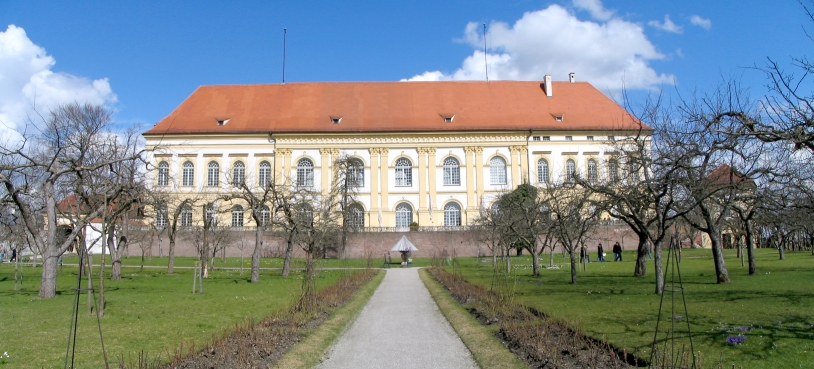
Palacio de Dachau.

La ciudad está dividida en tres zonas, que a su vez se dividen en varios subcentros:
- Altstadt (Casco antiguo):

Altstadt Dachau, Mitterndorf, Udlding, Etzenhausen, Unterer Markt, Webling 
- Dachau-Ost (Dachau este):

Unteraugustenfeld, Polln, Obergrashof, partes de Prittlbach, Würmmühle
- Dachau-Süd (Dachau sur):

Oberaugustenfeld, Himmelreich, Holzgarten, partes de Gröbenried 
- Desde 1972, también pertenecen a Dachau el municipio incorporado de Pellheim con los asentamientos Pellheim, Pullhausen, Assenhausen, Lohfeld y Viehhausen.

## Historia
Hace aproximadamente 2300 años, la zona fue habitada por los celtas. 
Los romanos conquistaron el territorio y lo anexionaron a la provincia romana de Recia. Construyeron una calzada sólida que cruzaba el río Amper cerca de Dachau.
El primer documento en el que se menciona la ciudad de Dachau, data de 805. En el siglo XIII recibió el derecho del mercado. De 1182 hasta 1815 estaba en posesión de la familia Wittelsbach. La ciudad era la residencia de verano de los príncipes de Baviera.
Fue sitiada y saqueada en 1633 por los suecos durante la guerra de los Treinta Años. Un nuevo intento sueco-francés de tomar la villa fue rechazado por el ejército bávaro-imperial el 5 de octubre de 1648 (última gran batalla de la guerra). 
Hogar de muchos artistas durante el final del XIX y comienzos del XX. Es la tierra de nacimiento del escritor Ludwig Thoma.
La ciudad es también conocida por estar cerca del campo de concentración de Dachau, que fue el primer campo de concentración a gran escala de Alemania, construido por los nazis a partir de una vieja fábrica de pólvora en 1933.
Después de la Segunda Guerra Mundial muchos alemanes expulsados de los territorios alemanes orientales encontraron un nuevo hogar en Dachau. Con ellos el número de habitantes aumentó, y en Dachau este (Dachau-Ost) se formó un nuevo barrio.
La ciudad fue elevada a Große Kreisstadt (Gran ciudad del distrito) en 1973.

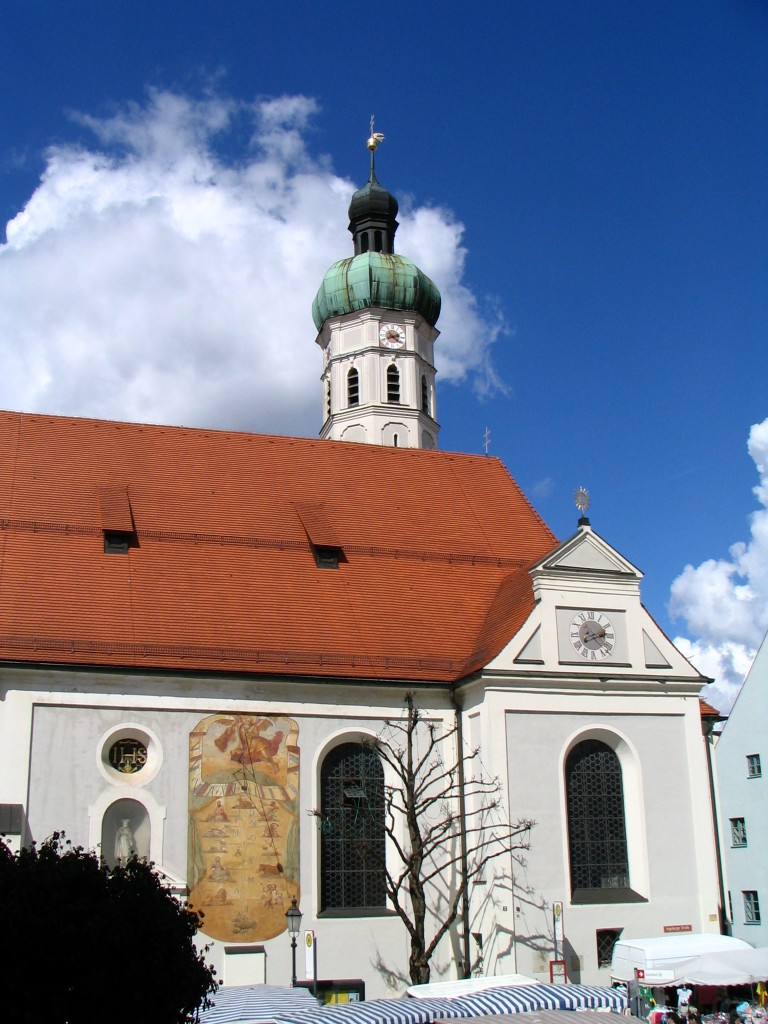
Iglesia de San Jacobo
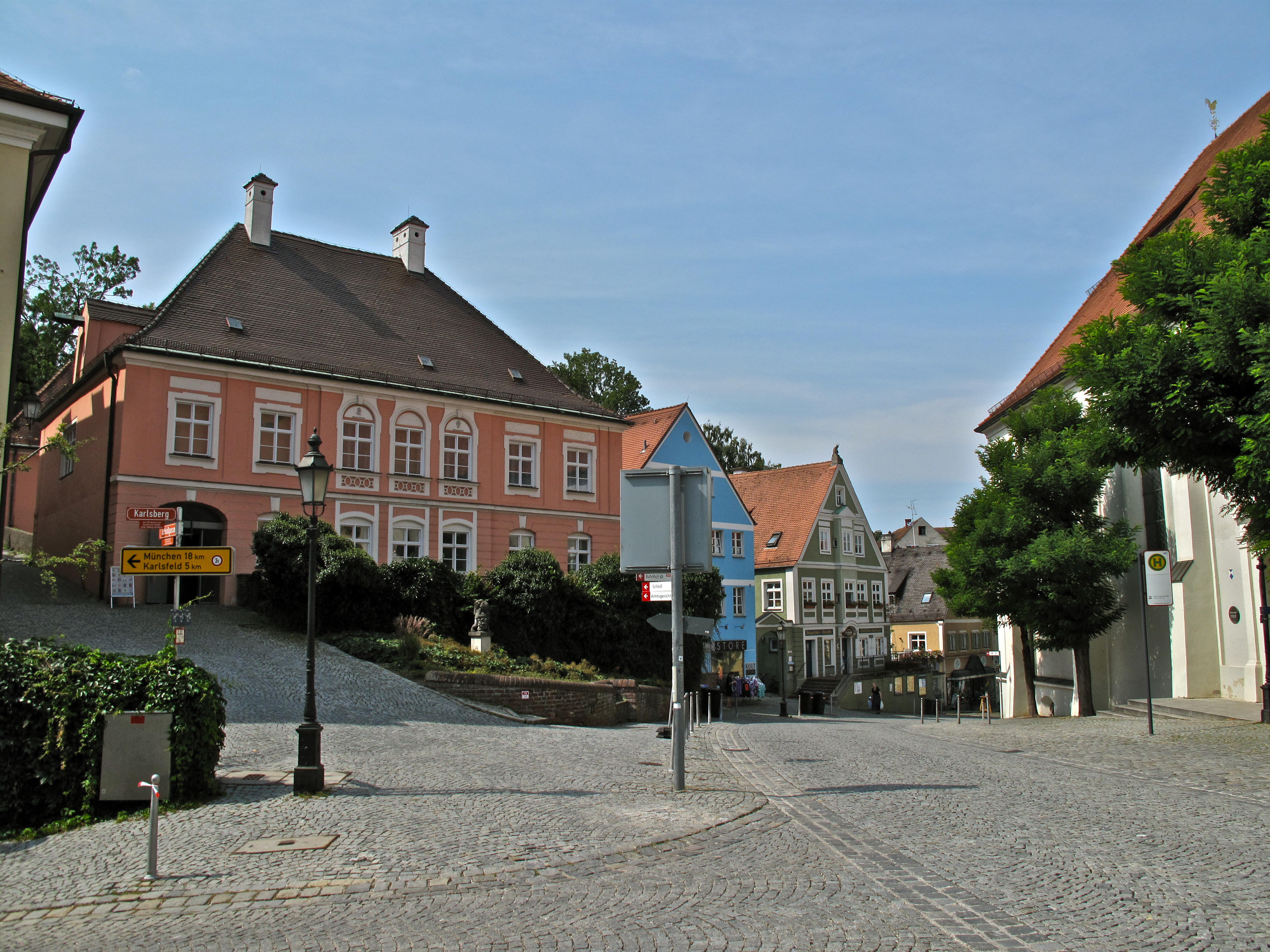
El casco antiguo
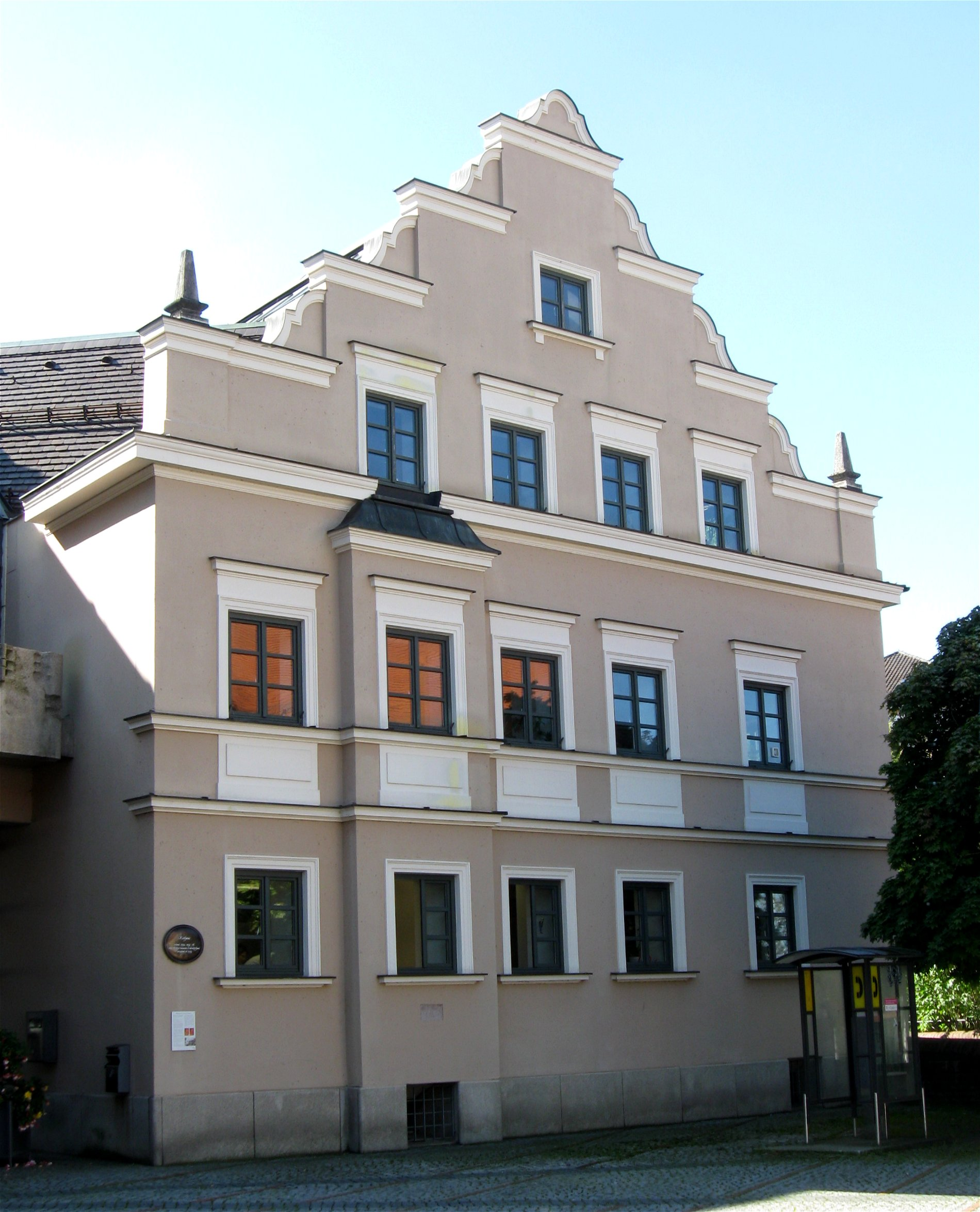
Ayuntamiento